# Коды иерархического административного деления
Коды иерархического административного деления (англ. Hierarchical administrative subdivision codes, HASC) — геокоды, представляющие названия административно-территориальных частей страны, таких как штаты, провинции, регионы и т. д.
Эти коды описаны в книге Гвиллин Лоу (ум. 2016) «Административные подразделения стран: полный мировой справочник, с 1900 по 1998 год» (англ. Administrative Subdivisions of Countries: A Comprehensive World Reference, 1900 Through 1998).
Коды буквенные и имеют постоянную длину для подразделений первого уровня. Например:
```
DE - 
Германия
;
DE.NW - 
Северный Рейн-Вестфалия
, одна из 
земель
 Германии, иерархически низшая территориальная единица по отношению к Германии;
DE.NW.CE - 
Косфельд
, район земли Северный Рейн-Вестфалия, иерархически низшая территориальная единица по отношению к этой земле.
```